# Neorthacris longicercata
Neorthacris longicercata is een rechtvleugelig insect uit de familie Pyrgomorphidae. De wetenschappelijke naam van deze soort is voor het eerst geldig gepubliceerd in 1965 door Singh & Kevan.